# Long Thành (cầu thủ bóng đá)
Long Thành (sinh ngày 22 tháng 3 năm 1995 tại Nhạc Dương) là một cầu thủ bóng đá người Trung Quốc hiện tại thi đấu cho đội bóng Giải bóng đá Ngoại hạng Trung Quốc Hà Nam Kiến Nghiệp.

## Sự nghiệp câu lạc bộ
Năm 2014, Long Thành bắt đầu sự nghiệp bóng đá chuyên nghiệp trong màu áo Vũ Hán Trác Nhĩ ở Giải hạng Nhất Trung Quốc. Ngày 10 tháng 7 năm 2015, anh chuyển sang thi đấu cho đội bóng Giải bóng đá Ngoại hạng Trung Quốc Hà Nam Kiến Nghiệp. Ngày 11 tháng 7 năm 2015, anh có trận đấu ra mắt cho Hà Nam trong trận gặp Trùng Khánh Lực Phàm ở Giải bóng đá Ngoại hạng Trung Quốc 2015, vào sân từ băng ghế dự bị thay cho Doãn Hồng Bác ở phút 90.

## Thống kê sự nghiệp câu lạc bộ
Thống kê chính xác tính đến trận đấu diễn ra ngày 11 tháng 11 năm 2018.
| Thành tích câu lạc bộ | Thành tích câu lạc bộ | Thành tích câu lạc bộ              | Giải đấu | Giải đấu  | Cúp     | Cúp       | Cúp Liên đoàn | Cúp Liên đoàn | Châu lục | Châu lục  | Tổng cộng | Tổng cộng |
| Mùa giải              | Câu lạc bộ            | Giải đấu                           | Số trận  | Bàn thắng | Số trận | Bàn thắng | Số trận       | Bàn thắng     | Số trận  | Bàn thắng | Số trận   | Bàn thắng |
| Trung Quốc            | Trung Quốc            | Trung Quốc                         | Giải đấu | Giải đấu  | Cúp FA  | Cúp FA    | Cúp CSL       | Cúp CSL       | Châu Á   | Châu Á    | Tổng cộng | Tổng cộng |
| --------------------- | --------------------- | ---------------------------------- | -------- | --------- | ------- | --------- | ------------- | ------------- | -------- | --------- | --------- | --------- |
| 2014                  | Vũ Hán Trác Nhĩ       | Giải hạng Nhất Trung Quốc          | 1        | 0         | 1       | 0         | -             | -             | -        | -         | 2         | 0         |
| 2015                  | Vũ Hán Trác Nhĩ       | Giải hạng Nhất Trung Quốc          | 0        | 0         | 1       | 0         | -             | -             | -        | -         | 1         | 0         |
| 2015                  | Hà Nam Kiến Nghiệp    | Giải bóng đá Ngoại hạng Trung Quốc | 13       | 0         | 1       | 0         | -             | -             | -        | -         | 14        | 0         |
| 2016                  | Hà Nam Kiến Nghiệp    | Giải bóng đá Ngoại hạng Trung Quốc | 8        | 0         | 3       | 0         | -             | -             | -        | -         | 11        | 0         |
| 2017                  | Hà Nam Kiến Nghiệp    | Giải bóng đá Ngoại hạng Trung Quốc | 27       | 0         | 2       | 0         | -             | -             | -        | -         | 29        | 0         |
| 2018                  | Hà Nam Kiến Nghiệp    | Giải bóng đá Ngoại hạng Trung Quốc | 18       | 0         | 1       | 0         | -             | -             | -        | -         | 19        | 0         |
| Tổng cộng             | Trung Quốc            | Trung Quốc                         | 67       | 0         | 9       | 0         | 0             | 0             | 0        | 0         | 76        | 0         |